# 先斗町

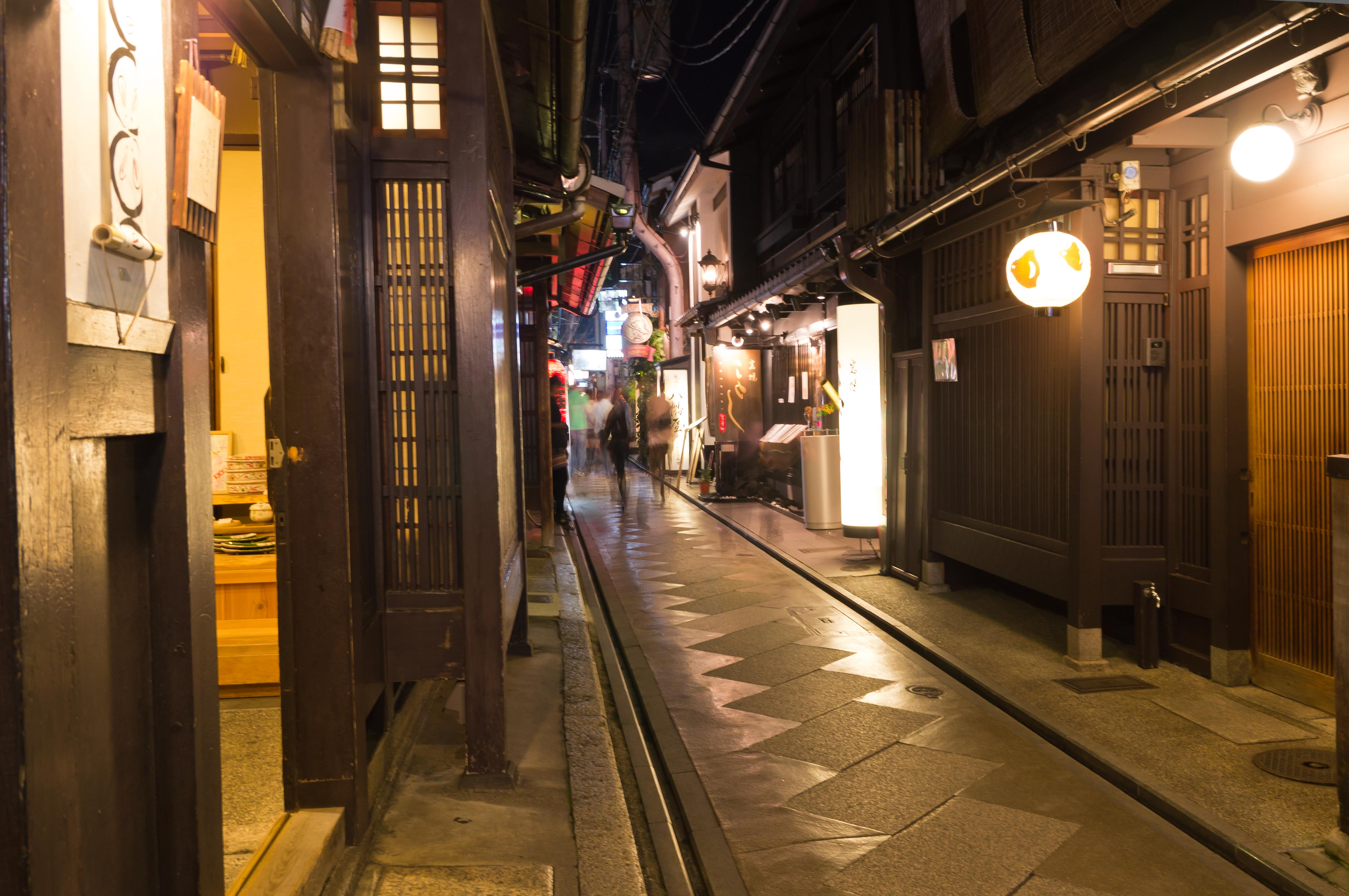
夜の様子

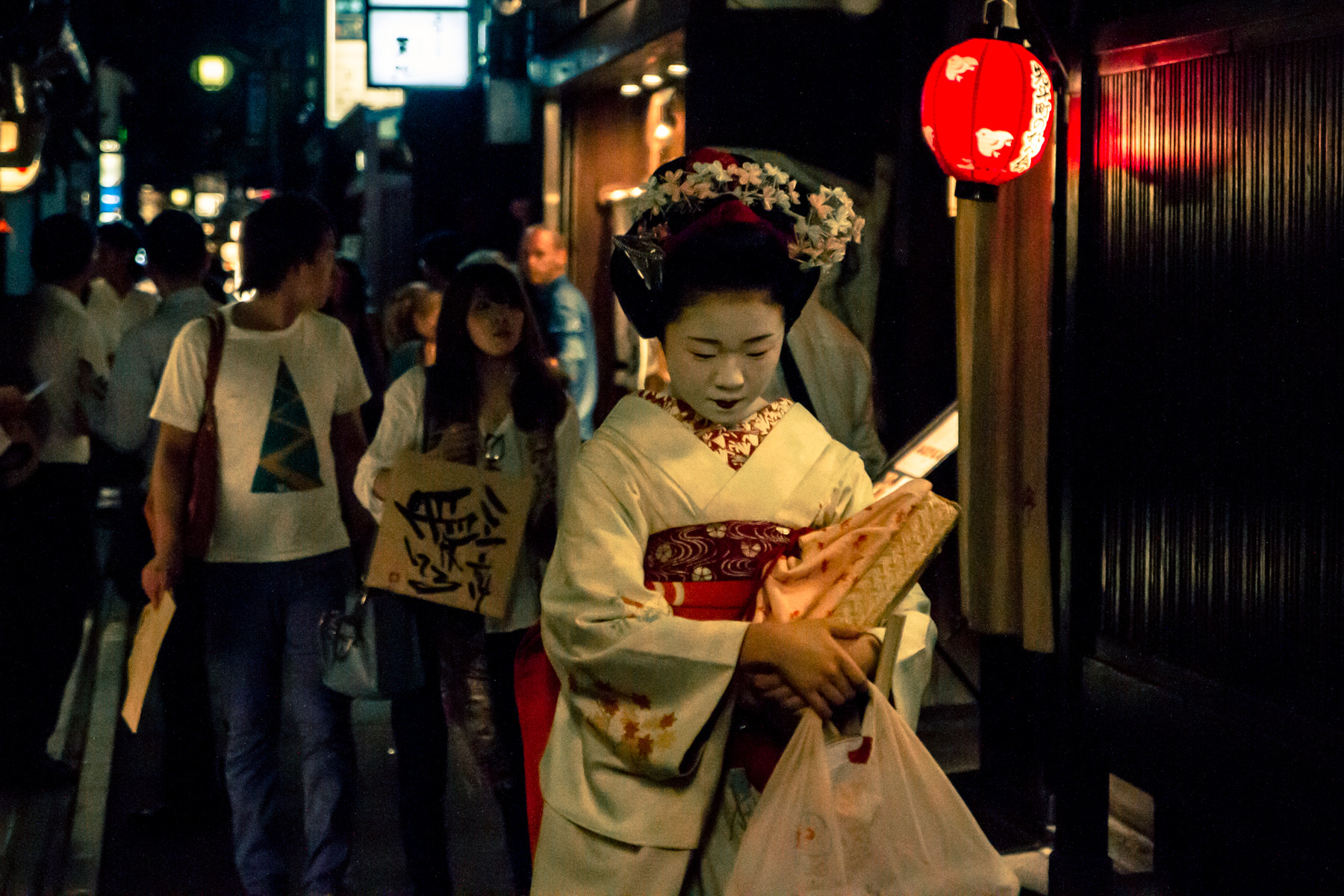
先斗町を歩く舞妓

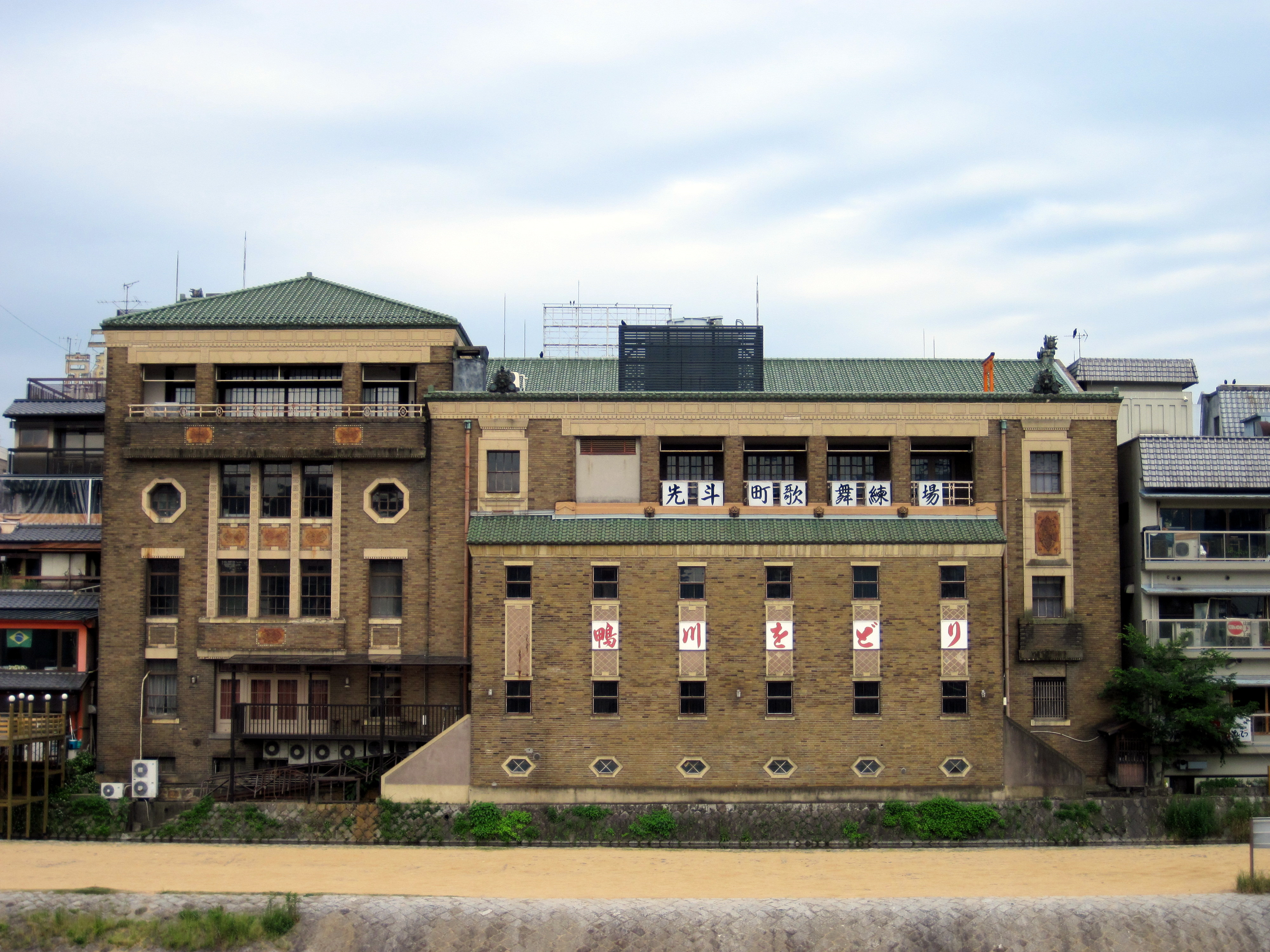
先斗町歌舞練場（鴨川側より撮影）

先斗町（ぽんとちょう）は京都市中京区に位置し、鴨川と木屋町通の間にある花街及び歓楽街。「町」と付くが地名としての先斗町はない。先斗町通については「先斗町通四条上る柏屋町」等、公文書（四条通地区地区計画：京都市都市計画局）にも使用されている。
また、京都五花街の一つである京都先斗町は京都市随一の繁華街である四条河原町の東端に位置し、鴨川寄りに面したお茶屋・料亭・レストラン・バー等は納涼床を設ける店舗も多数存在している。
先斗町公式団体サイトである「京都先斗町のれん会」や「お座敷小唄」の歌詞などの名称の使用等を基に「京都先斗町」として「先斗町」の名称と共に世間からも広く認知されている。

## 地域

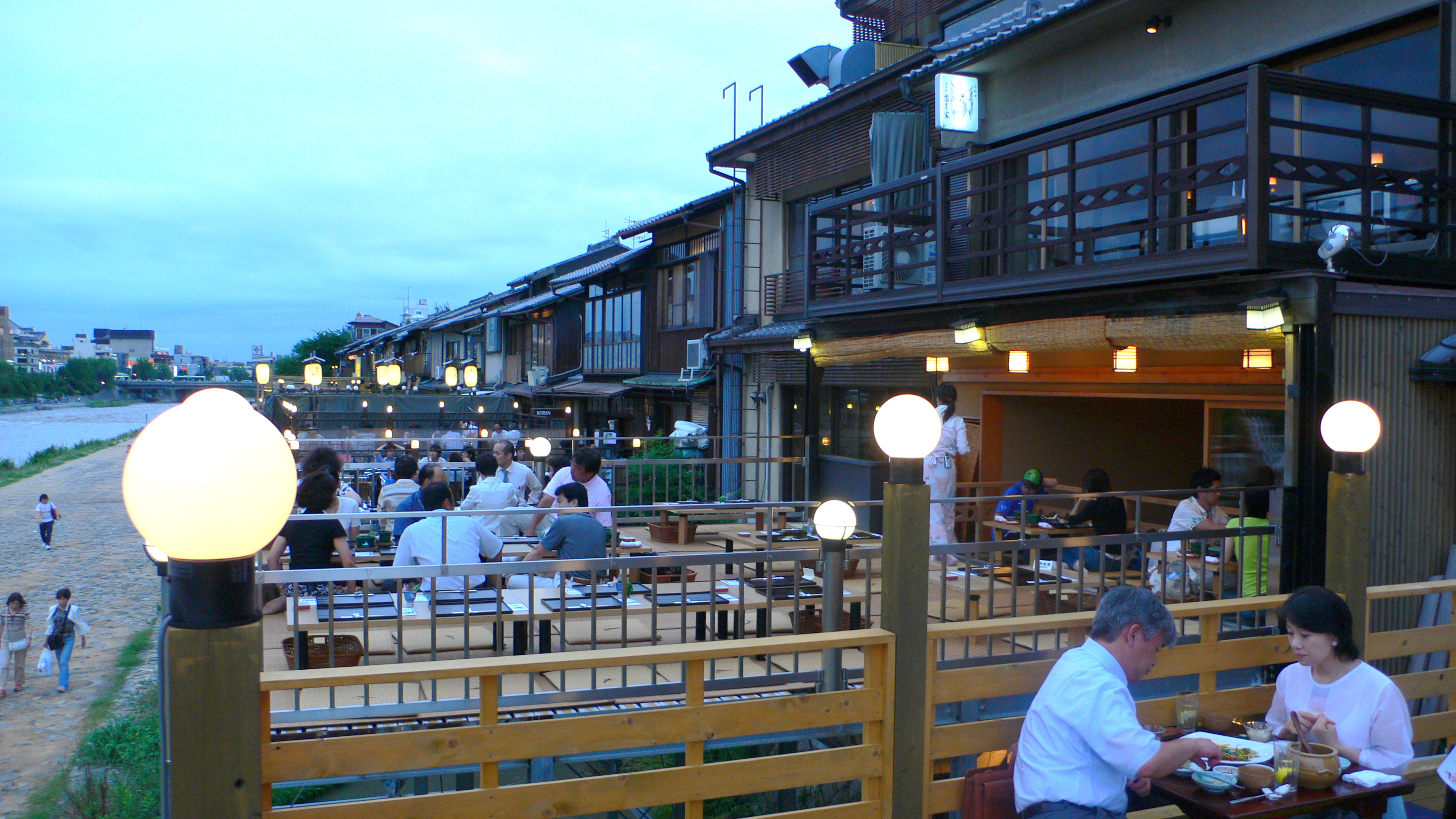
先斗町の鴨川納涼床 料亭・割烹などが納涼床を出して軒を連ねている。

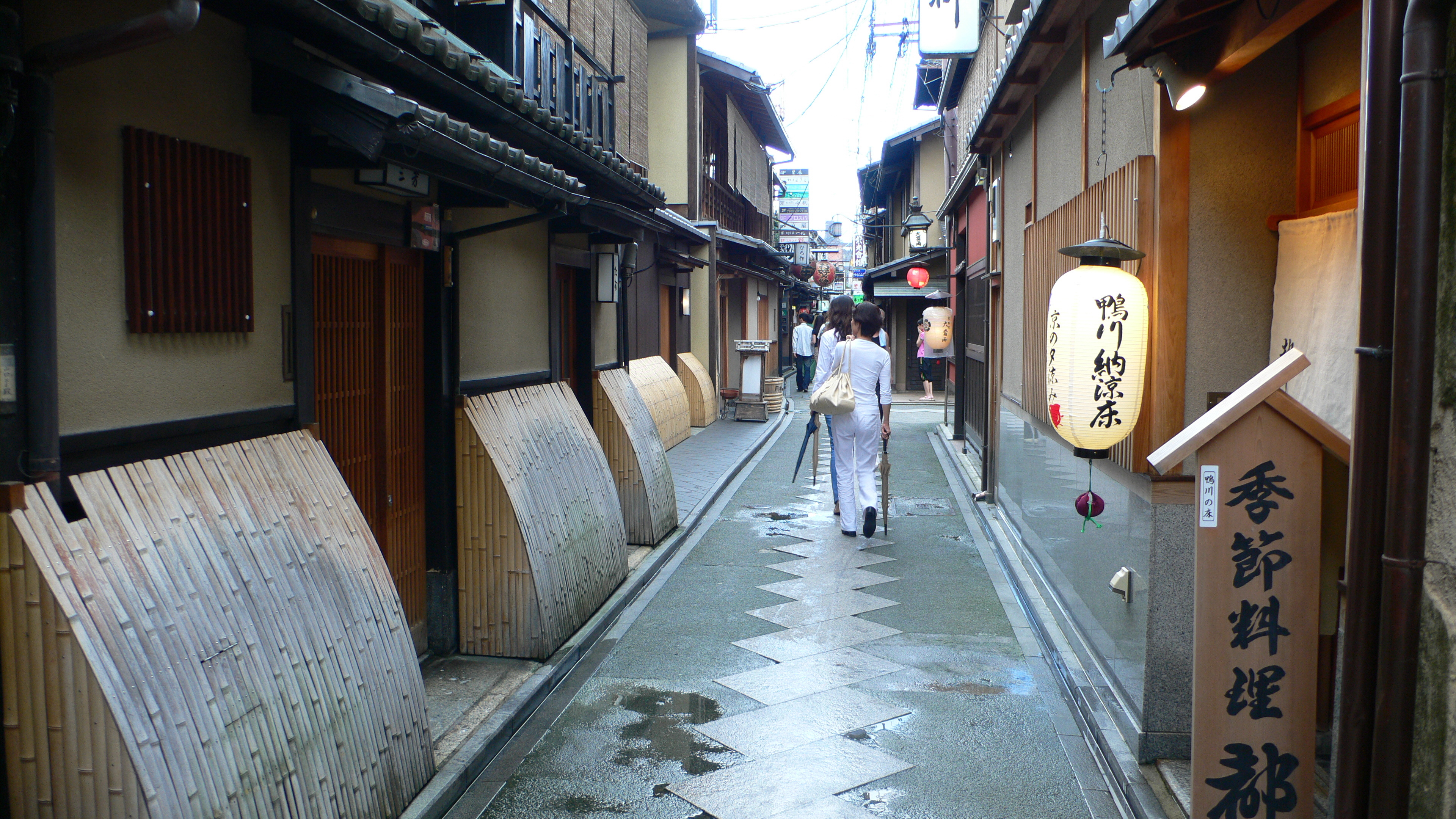
先斗町の日中の様子

特定の行政上の地名ではないが、先斗町まちづくり協議会が組織されており、その活動区域は、京都市中京区石屋町の一部、橋下町、若松町、梅之木町、松本町、柏屋町、材木町、下樵木町、鍋屋町の区域となっている。北端は三条通りの一本南の通り（三条通一筋下ル）、南端は四条通、東端は鴨川、西端は木屋町通で、そのうち材木町・下樵木町・鍋屋町の木屋町通りに面した部分を除く地域とされている。
2021年11月10日に無電柱化が完了しだんだら模様などが続く約500mの石畳の通りは花街特有の商業形態の他、一般の飲食店も並ぶ。通り東側の店は鴨川に面し、納涼床を設ける飲食店が多い。先斗町歌舞練場は北の端寄りにあり、鴨川に大きな姿を映す。また、先斗町の伝統と魅力を守り後世に伝えるため発足した「先斗町のれん会」や「先斗町まちづくり協議会」がある。「先斗町のれん会」は先斗町通りの三条から四条までの74店舗（令和3年2月現在）が加盟している。

## 先斗町の紋章

先斗町 紋章

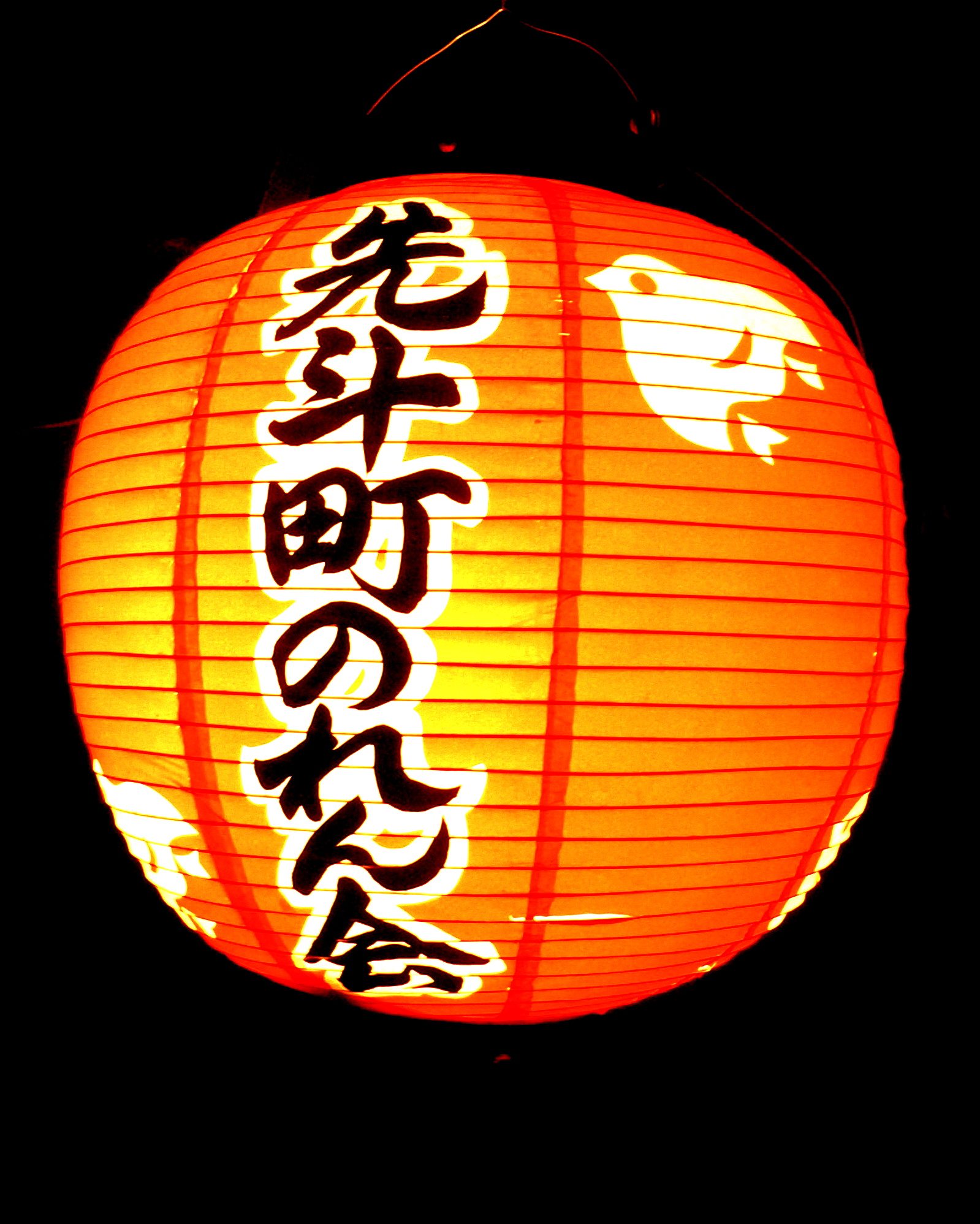
先斗町に掲げられている提灯

あちこちの店先に鴨川ちどりが描かれた提灯が掲げられ、情緒豊かな雰囲気を醸し出している。京都には現在「五花街」と呼ばれ、賑わっている祇園甲部、上七軒、先斗町、祇園東、宮川町の五つの花街がある。これらの花街にはそれぞれ紋章がある。先斗町の紋章は「鴨川ちどり」。明治5年（1872年）に鴨川をどりが初めて開催されたときに創案されたものである。かつては鴨川に数多くいたという鳥類も今ではあまり見かけなくなったが、先斗町通を歩いていると、千鳥の画が描かれた提灯があちらこちらの店先に掲げてあり、街の雰囲気を和やかに盛り上げている。

## 先斗町歌舞練場

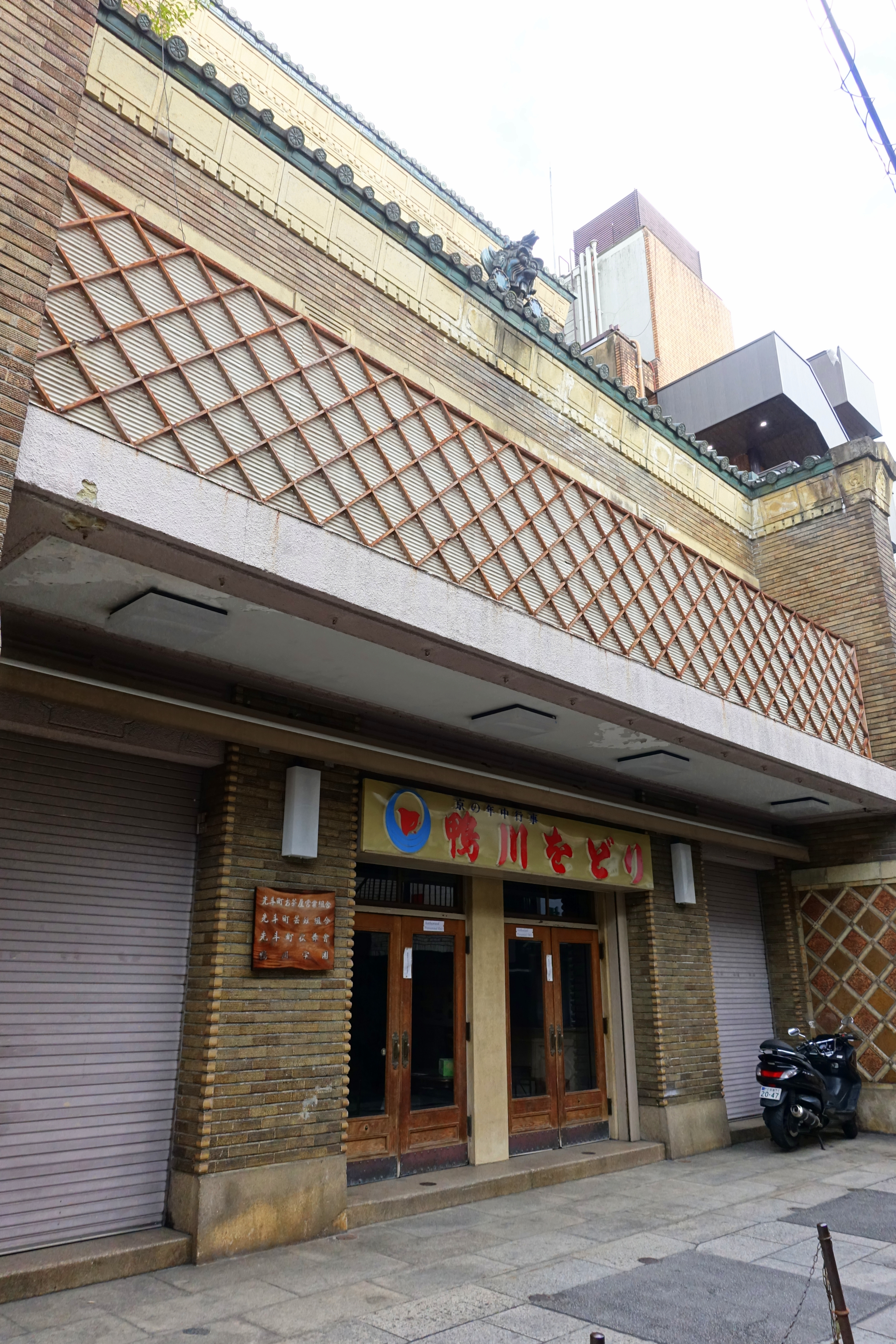
先斗町歌舞練場

先斗町歌舞練場は大正14年（1925年）に着工、昭和2年（1927年）に完成した。設計は大林組の木村得三郎。 大阪松竹座を設計した劇場建築の名手と謳われる人である。歌舞練場の屋根には中国の舞楽面を型取った鬼瓦が守り神として据えてある。また、「鴨川をどり（明治5年始）」や「水明会」の会場となっているが、邦楽邦舞の発表会、講演会、展示会など幅広く一般の利用が可能。

## 歴史
もともとは鴨川の州で、江戸時代初期の寛文10年（1670年）に護岸工事で埋立てられ、新河原町通と呼ばれていた。この地に水茶屋が初めてもうけられたのは正徳二年（1712年）の頃といわれ、 初めは高瀬川を上り下りする高瀬舟の船頭や旅客目当ての旅籠屋が茶立女を置いていた。並びに、先斗町は歌舞伎の文化と関わり深く高度に様式化された舞台芸能である歌舞伎はここで始まったと言われている 。安政6年（1859年）になって芸者嫁業の公許が下り、花街としての花を開かせた。明治5年（1872年）には第１回京都博覧会の観光客誘致の一助として「鴨川をどり」が初演されて以来、 昭和初期の「鴨川をどり」には洋楽が使用され、中には少女レビューも上演されジャン・コクトー、チャップリンをはじめ海外の著名人らを魅了した。 その歴史由縁や経緯により先斗町は祇園と並ぶ花街として有名になった。
舞踊の流派は明治より以前は篠塚流、その後若柳流を経て現在は尾上流である。
この地の伝承では幕末に勤皇と佐幕に分かれて抗争した志士たちが、追われてこの先斗町に身を潜めたり待ち伏せしたりした言い伝えが遺されている。
1935年（昭和10年）6月29日に発生した鴨川大洪水では、ほとんどの家屋で階下が浸水する被害を受けた。

## 名称の由来

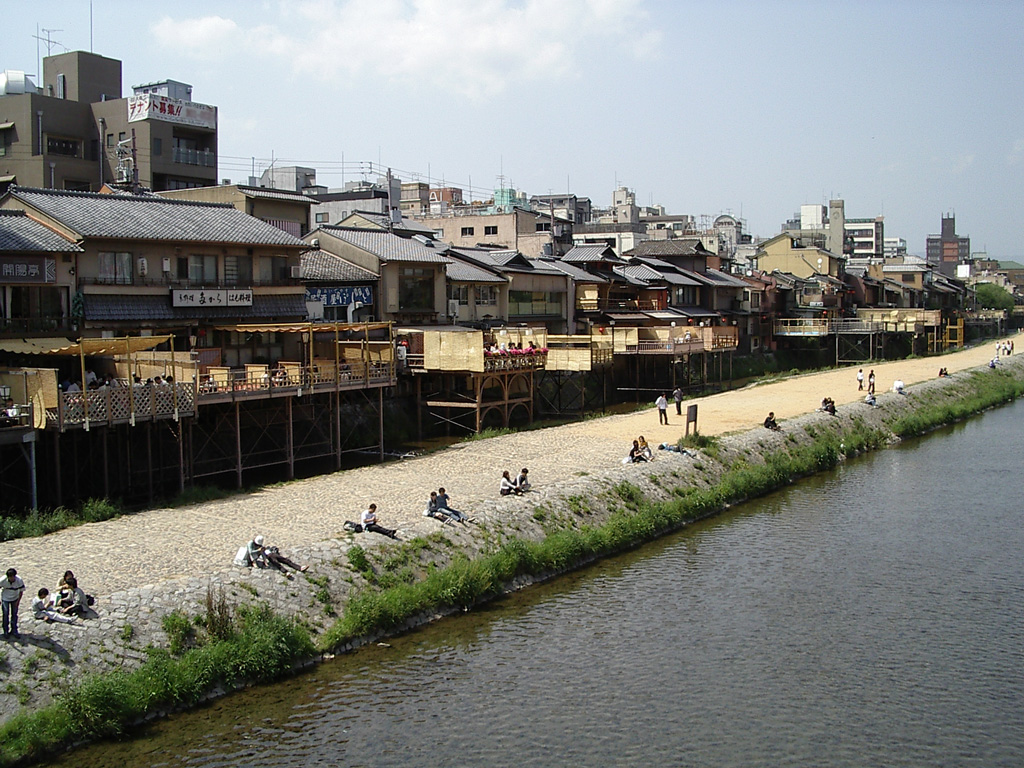
鴨川沿いの先斗町

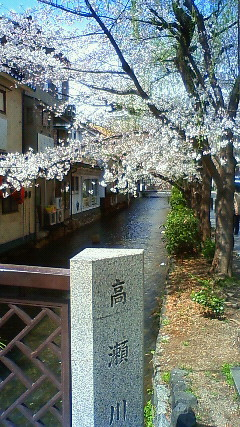
高瀬川

先斗町（ぽんとちょう）という名前の由来は、一説にはポルトガル語（ponta（先）、ponte（橋）、ponto（点））に由来するという説があり、また一説には鴨川と高瀬川の川（皮）にはさまれた堤（鼓）にたとえてポンと音がするともじったという説など、諸説が伝わっている。
また、1915年（大正4年）に出版された『京都坊目誌』には、「当初は、東側ばかりに家が建ち、西側にはなかったことから、先斗（さきばか）りという意味で先斗町と呼ばれるようになった」と記載されている。掛け金をゲームの最初だけ（さきばかり：漢字では「先斗」と表記）に全部かけるという意味のカルタ賭博用語が語源であるとする説がポルトガル語やスペイン語に精通した元銀行員によって発表され、「地名研究第11号」（京都地名研究会発行）に掲載された。
特殊な読みの地名だが和田弘とマヒナスターズ『お座敷小唄』（1964年）で日本全国に知られるようになった。

## 西石垣通

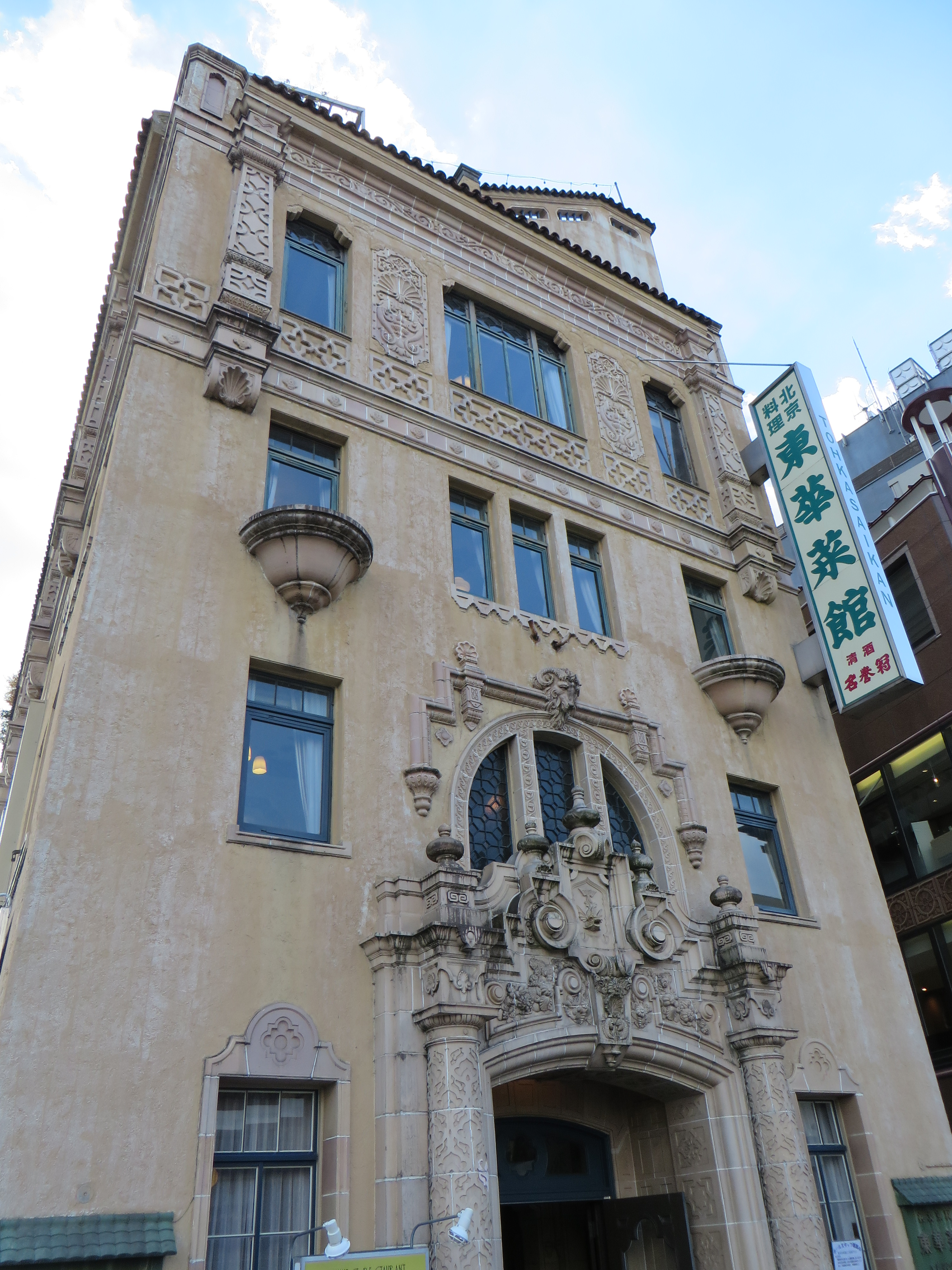
東華菜館（本店）

四条通より南側に続く通り（下京区）を先斗町と呼んでも理解されるが、正しくは西石垣通（さいせきどおり）という別の名前があり、繁華街が続いている。ここには鴨川の氾濫を防ぐために造られた石垣が今も残っている。西石垣通には、日本に現存する最古のエレベータが存在する東華菜館（1926年竣工）があり有名である。

## 先斗町公園
木屋町通で言うところの中京警察署木屋町警備派出所近辺、梅之木町にある「先斗町公園」は、太平洋戦争中の1944年に建物疎開で作られた空き地である。京都府の『第1次建物疎開総括表』によれば、34家族が住む17の建物がその対象になった。

## 主な行事
- 始業式
- 節分
- 鴨川をどり 5月1日－5月24日
- 五花街合同公演
- 祇園祭
- 八朔
- 水明会
- 顔見世総見
- 事始め

## 先斗町を舞台とした作品

### ドラマ・映画
- 科捜研の女 -劇場版-
- 京都の芸者弁護士
- 恋する京都

### 漫画・アニメ
- 名探偵コナン 迷宮の十字路
- 名探偵コナン 紅の修学旅行
- 先斗町舞妓夢小路/雪宮ありさ(漫画)

### 小説
- 夜は短し歩けよ乙女

### 音楽
- お座敷小唄